# Kanton Bonneval
Bonneval is een voormalig kanton van het Franse departement Eure-et-Loir. Het kanton maakte deel uit van het arrondissement Châteaudun. Het werd opgeheven bij decreet van 24 februari 2014, met uitwerking op 22 maart 2015.

## Gemeenten
Het kanton Bonneval omvatte de volgende gemeenten:
- Alluyes
- Bonneval (hoofdplaats)
- Bouville
- Bullainville
- Dancy
- Flacey
- Le Gault-Saint-Denis
- Meslay-le-Vidame
- Montboissier
- Montharville
- Moriers
- Neuvy-en-Dunois
- Pré-Saint-Évroult
- Pré-Saint-Martin
- Saint-Maur-sur-le-Loir
- Sancheville
- Saumeray
- Trizay-lès-Bonneval
- Villiers-Saint-Orien
- Vitray-en-Beauce